# منطقة ستون
منطقة ستون (بالإنجليزية: Sathon District)‏ هي منطقة من مناطق بانكوك. يبلغ عدد سكانها 83898 نسمة وذلك حسب إحصائيات سنة 2013. تبلغ مساحتها 9.326 كم².

الموقع في بانكوك